# Saint-Béat-Lez
Saint-Béat-Lez ist eine französische Gemeinde mit 385 Einwohnern (Stand: 1. Januar 2022) im Département Haute-Garonne in der Region Okzitanien. Sie gehört zum Arrondissement Saint-Gaudens und zum Kanton Bagnères-de-Luchon.
Sie entstand als Commune nouvelle mit Wirkung vom 1. Januar 2019 durch die Zusammenlegung der bisherigen Gemeinden Lez und Saint-Béat, von denen lediglich Lez den Status einer Commune déléguée hat. Der Verwaltungssitz befindet sich im Ort Saint-Béat.

## Gliederung
| Ortsteil                       | ehemaliger INSEE-Code | Fläche (km²) | Höhenlage (m) |     | Dichte (Einw. je km²) |
| ------------------------------ | --------------------- | ------------ | ------------- | --- | --------------------- |
| Lez                            | 31298                 | 2,60         | 499–1180      | 050 | 19,2                  |
| Saint-Béat (Verwaltungssitz)00 | 31471                 | 7,37         | 476–1760      | 333 | 45,2                  |

## Geographie
Nachbargemeinden sind Chaum im Nordwesten, Eup im Norden, Boutx im Osten, Argut-Dessous im Südosten, Arlos im Süden und Marignac im Westen.

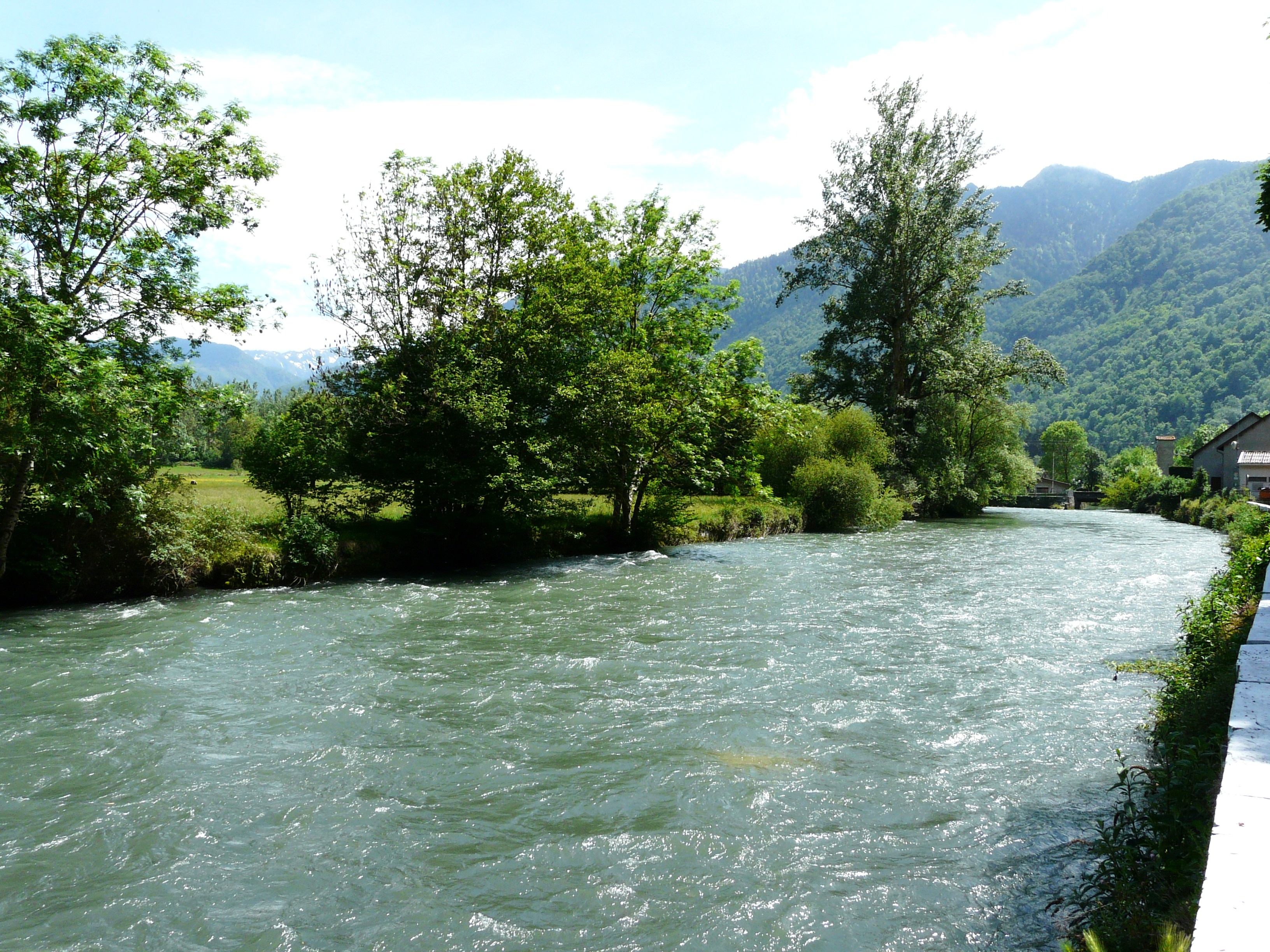
Die Garonne bei Saint-Béat
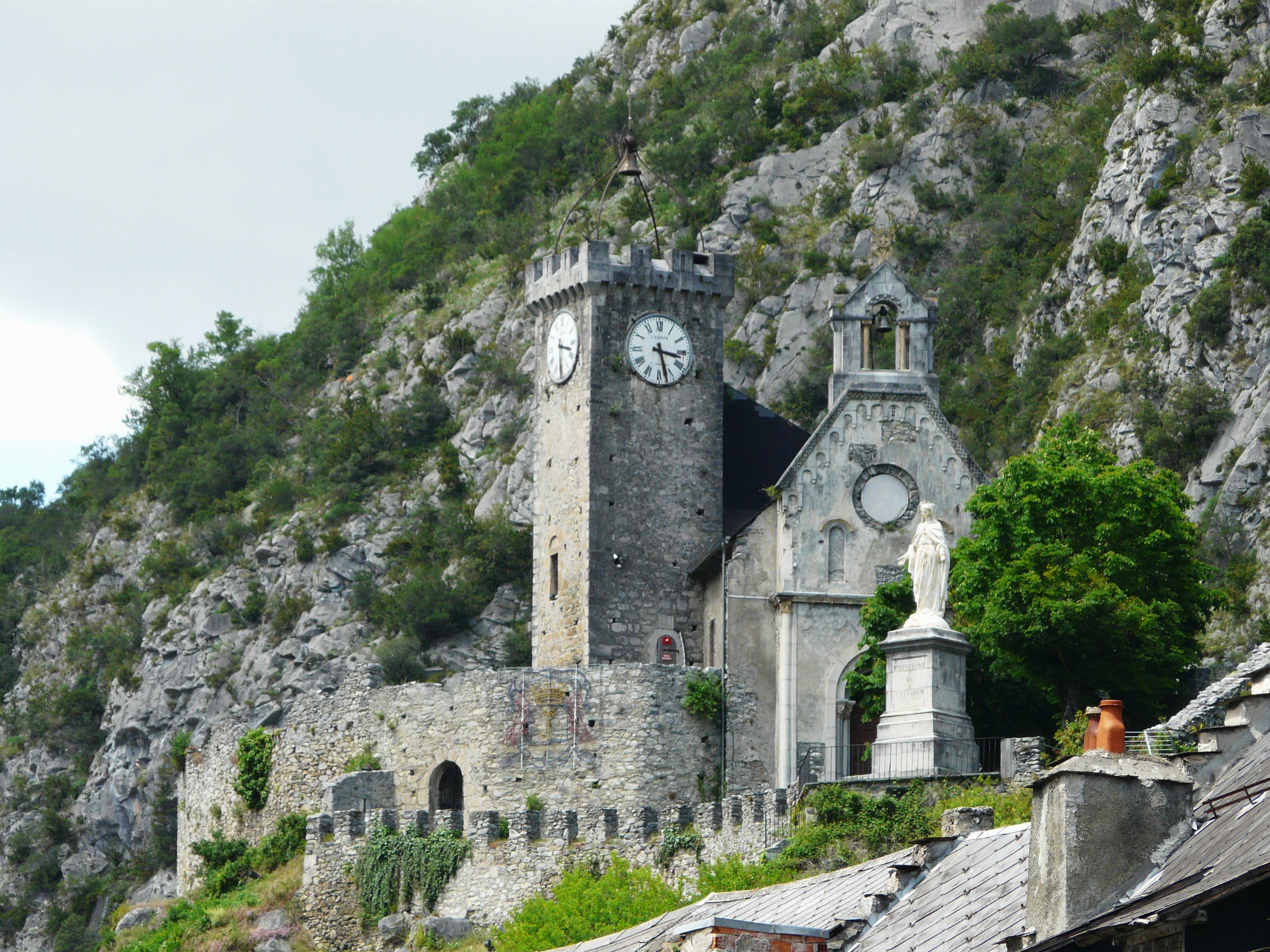
Schloss Saint-Béat mit Kapelle
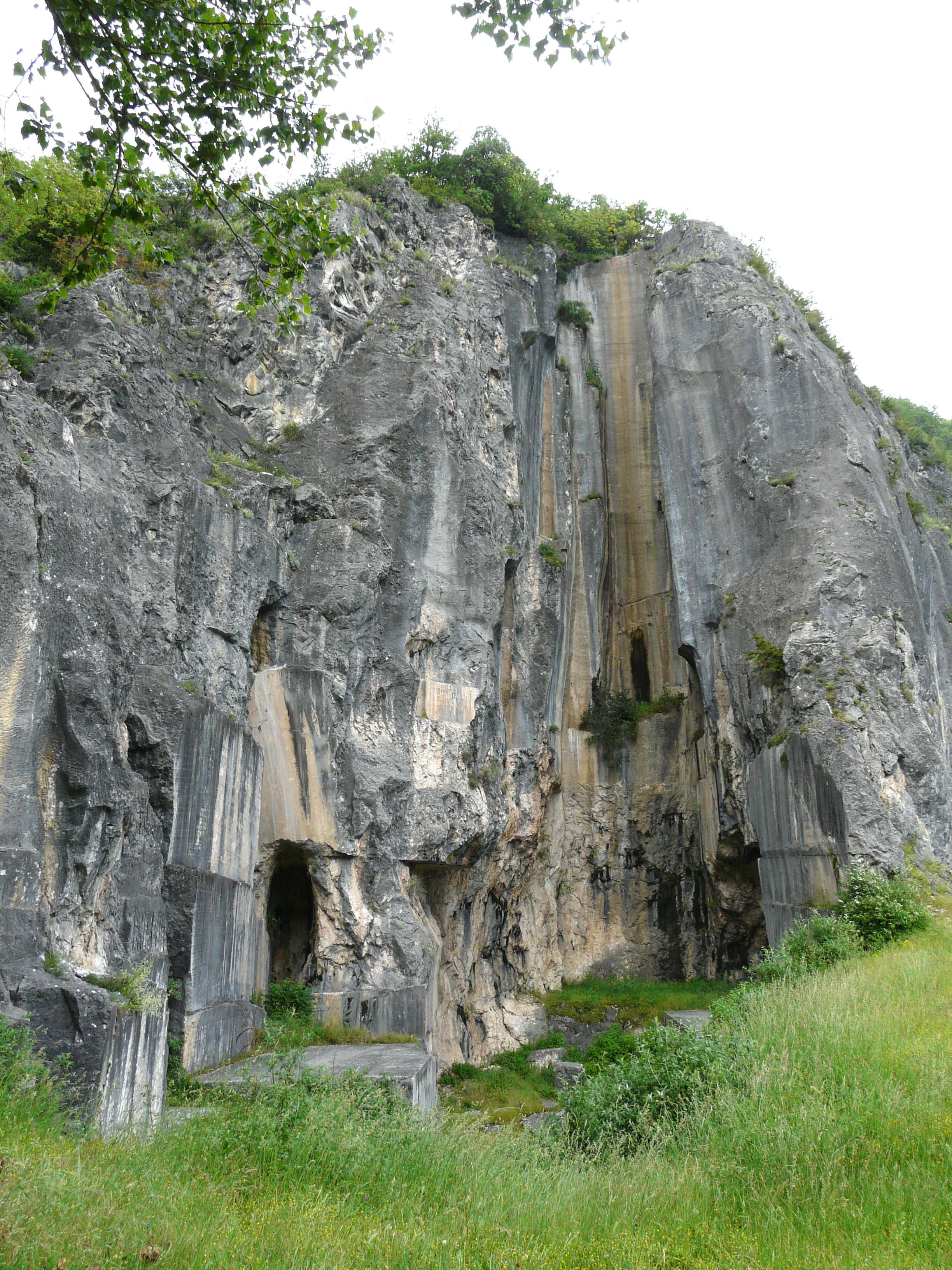
Felslandschaft Brèche romaine bei Saint-Béat
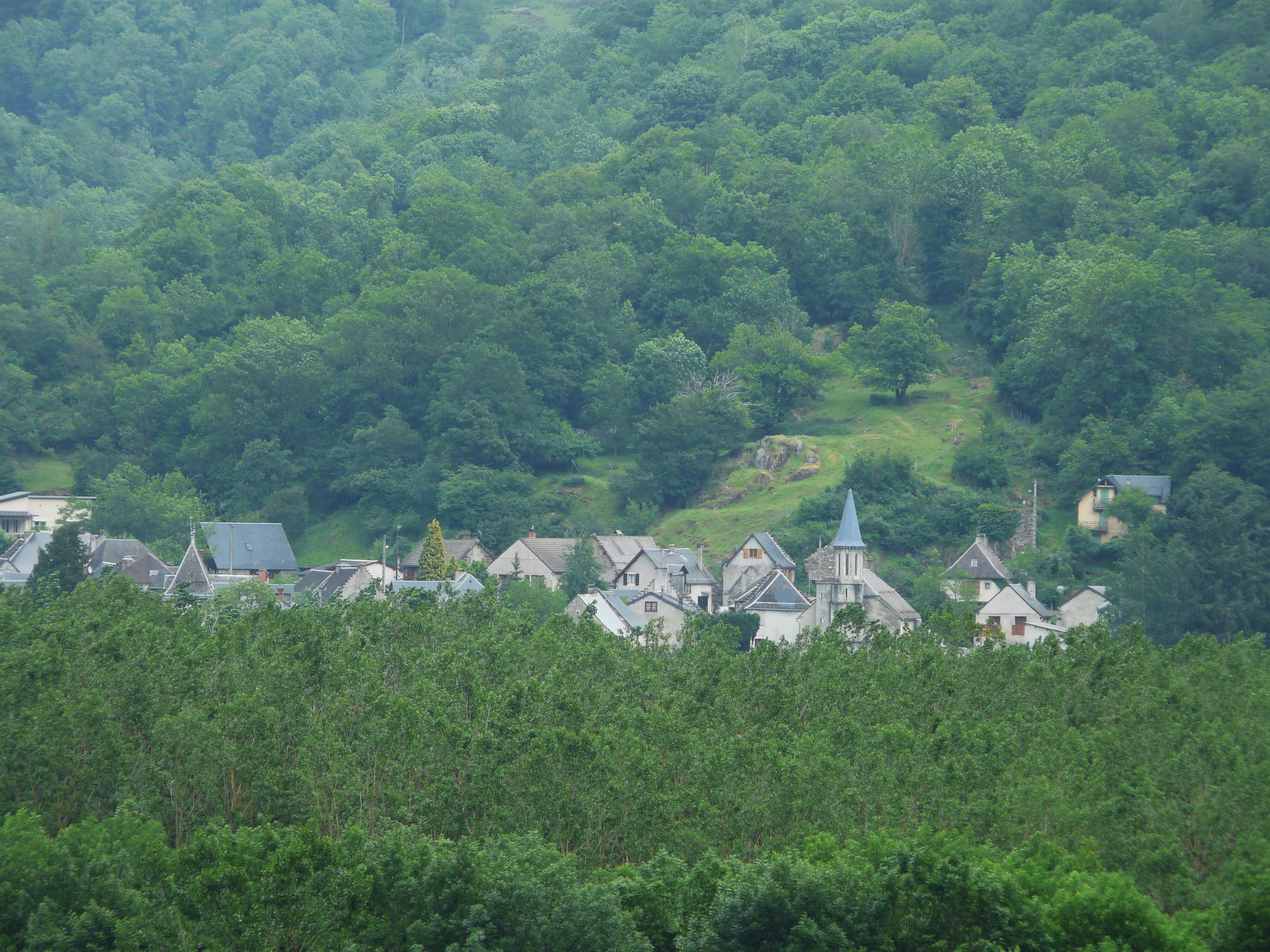
Das Bergdorf Lez